# باسلا
باسلا (به اسپانیایی: Basella) یک منطقهٔ مسکونی در اسپانیا است که در آلت یورگل واقع شده‌است. باسلا ۷۰٫۲ کیلومتر مربع مساحت دارد ۴۲۳ متر بالاتر از سطح دریا واقع شده‌است.